# Stadion Lekkoatletyczny w Lublinie
Stadion Lekkoatletyczny (Stadion Startu Lublin) – stadion lekkoatletyczny w Lublinie, w Polsce. Został wybudowany w latach 50. XX wieku. W latach 2016–2017 został gruntownie zmodernizowany. Stadion może pomieścić 1370 widzów. Obiekt położony jest tuż obok żużlowego stadionu MOSiR Bystrzyca. W latach 1982, 1984 i 2018 na stadionie odbyły się lekkoatletyczne Mistrzostwa Polski.